# PLUS FC
El PLUS FC (en malayo: Kelab Bola Sepak Projek Lebuhraya Usaha Sama Malaysia Berhad) es un equipo de fútbol de Malasia que juega en la Superliga KLFA, la cuarta división de fútbol en el país.

## Historia
Fue fundado en el año 2000 en la ciudad de Kelana Jaya por la PLUS Expressways Berhad, el principal operador de autopistas en Malasia e iniciaron en la segunda división de Kuala Lumpur, la sexta división nacional, en el año 2000.
En 2005 clasifica por primera vez a la Copa FA de Malasia y dos años después juega por primera vez en la Liga Premier de Malasia, logrando un año después el ascenso a la Superliga de Malasia, y al año siguiente llegan hasta la ronda de cuartos de final de la Copa de Malasia.
En 2011 el club abandona la Superliga de Malasia por mandato de los ejecutivos de la PLUS Expressways siendo reemplazado por el Harimau Muda A en la primera división nacional. En 2013 regresarían a la actividad en la Primera División KLFA, la quinta división nacional.

## Jugadores

### Jugadores destacados
| - Bobby Gonzales - Irwan Fadzli Idrus - Fadzli Saari - Nazrulerwan Makmor - Raimi Mohd Nor | - Safiq Rahim - Norhafiz Zamani Misbah - Ramesh Lai - Reeshafiq Alwi - Razi Effendi Suhit | - Nizaruddin Yusof - Shahazriz Redwan - Alex Agbo - Adrian Trinidad - Tércio Nunes Machado |